# National Research Foundation of Korea
A National Research Foundation of Korea (NRF) foi criada em 2009 como uma fusão da Korea Science and Engineering Foundation (KOSEF), Korea Research Foundation (KRF) e Korea Foundation for International Cooperation of Science and Technology (KICOS). A Fundação de Pesquisa da Coreia (한국 학술 진흥 재단) é uma organização de doações apoiada pelo Ministério da Cultura e Turismo da Coreia do Sul. Ele fornece suporte para a pesquisa de novas teorias para o avanço da ciência, das artes e da cultura coreana em geral. Também apóia pesquisas no exterior sobre estudos coreanos. A organização foi fundada em 1981. Seus escritórios estão localizados em 25 Heolleung-ro, Seocho-gu, Seul e 201 Gajeong-ro, Yuseong-gu, Daejeon.

## Despesas
- Total: US$ 5,236 bilhões (KRW 5,760 trilhões)
  - Pesquisa básica em engenharia científica (US$ 1,579 bilhão), pesquisa acadêmica em ciências humanas e sociais (US$ 205 milhões), P&D estratégico nacional (US$ 1,669 bilhão), promoção acadêmica e cultivo de recursos humanos (US$ 1,639 bilhão), assuntos internacionais (US$ 73 milhões), outros (US$ 71 milhões)

## Organização
- 7 diretorias
- 17 divisões
- 21 escritórios
- 44 equipes
- 1 TF

## Atividades principais
- Apoio a atividades de pesquisa e desenvolvimento acadêmico
- Apoio ao cultivo e utilização de pesquisadores em pesquisa e desenvolvimento acadêmico
- Promoção da cooperação internacional para atividades de pesquisa e desenvolvimento acadêmico
- Apoio à coleta, investigação, análise, avaliação, gerenciamento e uso dos materiais e informações necessárias à pesquisa e desenvolvimento acadêmico e à formulação de políticas relacionadas
- Apoio à pesquisa e operação de organizações relacionadas à pesquisa e desenvolvimento acadêmico
- Apoio ao intercâmbio e cooperação entre organizações nacionais e estrangeiras relacionadas à pesquisa e desenvolvimento acadêmico
- Outros assuntos necessários à pesquisa e desenvolvimento acadêmico